# Nicolò Melli
Pour les articles homonymes, voir Melli.
Nicolò Melli, né le 26 janvier 1991 à Reggio d'Émilie en Italie, est un joueur italien de basket-ball évoluant aux postes d'ailier fort et pivot.

## Biographie
Melli réalise une très bonne saison 2016-2017 d'Euroligue : il finit deuxième meilleur rebondeur de la compétition et est nommé dans le deuxième meilleur cinq.
En juillet 2017, Melli signe un contrat de trois ans avec le Fenerbahçe, champion d'Europe en titre.
Le 30 juin 2019, il s'engage pour deux saisons en NBA avec les Pelicans de La Nouvelle-Orléans.
Le 25 mars 2021, il est transféré aux Mavericks de Dallas.
En juillet 2021, Melli revient à l'Olimpia Milan pour trois saisons.
Le 26 juin 2024, il revient au Fenerbahçe SK.

## Palmarès
- Finaliste du Championnat d'Europe de basket-ball masculin des 20 ans et moins 2011
- Champion d'Allemagne 2016, 2017
- Vainqueur de la coupe d'Italie 2022
- Vainqueur de l'Euroligue 2024-2025 avec le Fenerbahçe
- Vainqueur de la Coupe de Turquie 2025